# Neanastatus parvus
Neanastatus parvus är en stekelart som beskrevs av Girault 1920. Neanastatus parvus ingår i släktet Neanastatus och familjen hoppglanssteklar. Inga underarter finns listade i Catalogue of Life.